# Leichtathletik-U18-Europameisterschaften 2020
Die 3. Leichtathletik-U18-Europameisterschaften sollten ursprünglich vom 16. bis 19. Juli 2020 in der italienischen Stadt Rieti stattfinden. Am 23. April 2016 hatte sich die European Athletic Association (EAA) auf ihrem Council Meeting in Amsterdam für Rieti als Ausrichter entschieden. Am 8. Mai 2020 gab die EAA bekannt, dass wegen der Covid-19-Pandemie die Europameisterschaften auf 2021 verschoben werden, ohne jedoch den neuen Termin zu nennen. Ende Oktober veröffentlichte die EAA, dass die EM für den 26. bis 29. August 2021 geplant ist. Schließlich wurden sie wegen der anhaltenden COVID-19-Pandemie Anfang April 2021 abgesagt.
Die Wettkämpfe hätten die alleinige Qualifikation für die 4. Olympischen Jugendspiele 2022 sein können, sofern diese Praxis etabliert wird.